# Olof Andersson (köpman)
Olof Andersson, född 30 augusti 1850 i Västra Tommarps socken, Malmöhus län, död 25 januari 1930, var en svensk köpman och kommunalpolitiker.
Efter agronomexamen på Alnarp 1873 var Andersson inspektor på Minnesberg 1875–76 och bedrev därefter jord- och tegelbruksrörelse samt verkade som köpman i Trelleborg. Han tillhörde stadsfullmäktige 1893–1914 och var ordförande där 1898–1901. Han var ledamot av Malmöhus läns landsting 1896–1909.